# Hans Engelsen Eide
Hans Engelsen Eide (* 8. Mai 1965 in Voss, Hordaland) ist ein ehemaliger norwegischer Freestyle-Skier. Er war weitgehend auf die Buckelpisten-Disziplin Moguls spezialisiert. In dieser Disziplin gewann er beim olympischen Demonstrationswettbewerb 1988, der auch als Weltmeisterschaft gewertet wurde, die Silbermedaille. Im Weltcup gelangen ihm drei Siege.

## Biografie
Der aus Voss stammende Hans Engelsen Eide nahm 1983 an den internationalen Jugendmeisterschaften in Unterwasser teil und belegte auf der Buckelpiste Rang 17. Im März 1984 gab er mit Platz 24 in Sälen sein Debüt im Freestyle-Skiing-Weltcup. Seine erste Platzierung unter den besten zehn gelang ihm ein Jahr später in Pila. In der Saison 1985/86 startete er zusätzlich zu seiner Paradedisziplin Moguls auch in den Disziplinen Aerials (Springen) und Ballett. Während er sich im Springen einmal und in der Kombination mehrmals unter den besten zehn klassieren konnte, schaffte er es im Ballett nie in die Punkteränge. Bei den ersten Weltmeisterschaften in Tignes bestritt er alle Wettkämpfe, konnte aber abgesehen von Rang elf in der Kombinationswertung keinen Spitzenplatz belegen.
Ab dem Winter 1986/87 besann sich Eide zurück auf die Buckelpiste und etablierte sich in dieser Disziplin bald in der Weltspitze. Seinen ersten von drei Siegen im Weltcup feierte er im Februar 1987 in seinem Heimatort Voss, der zweite gelang ihm im Januar 1988 in Breckenridge. Bei den Olympischen Spielen von Calgary, wo Freestyle-Skiing erstmals mit Demonstrationswettbewerben vertreten war, gewann er hinter dem Überraschungssieger Håkan Hansson die Silbermedaille. Bei den beiden folgenden Weltmeisterschaften am Oberjoch und in Lake Placid wurde er Neunter und Elfter. 1990/91 erreichte er sechs Weltcup-Podestplätze und musste sich in der Moguls-Disziplinenwertung nur Edgar Grospiron geschlagen geben. Nach längerer Pause konnte er nicht mehr an frühere Erfolge anknüpfen. Kurz nach den Olympischen Spielen von Lillehammer, wo er Rang 15 belegte, beendete er seine Karriere. 1999 bestritt er in Eikedalen noch ein Europacup-Rennen auf den Dual Moguls (Parallelbuckelpiste).
Hans Engelsen Eide gründete 1989 die Ski- und Bekleidungsfirma Skigutane. 2010 verkaufte er die meisten seiner Anteile an einen Investor und ist seither im Unternehmen angestellt.

## Erfolge

### Olympische Spiele
- Calgary 1988: 2. Moguls (Demonstrationswettbewerb)
- Lillehammer 1994: 15. Moguls

### Weltmeisterschaften
- Tignes 1986: 11. Kombination, 20. Moguls, 43. Ballett, 44. Aerials
- Calgary 1988: 2. Moguls
- Oberjoch 1989: 9. Moguls
- Lake Placid 1991: 11. Moguls
- Altenmarkt-Zauchensee 1993: 23. Moguls

### Weltcupwertungen
| Saison  | Gesamt | Gesamt | Aerials | Aerials | Moguls | Moguls | Kombination | Kombination |
| Saison  | Platz  | Punkte | Platz   | Punkte  | Platz  | Punkte | Platz       | Punkte      |
| ------- | ------ | ------ | ------- | ------- | ------ | ------ | ----------- | ----------- |
| 1984    | 117.   | 0      | –       | –       | 47.    | 2      | –           | –           |
| 1984/85 | 85.    | 3      | –       | –       | 36.    | 22     | –           | –           |
| 1985/86 | 27.    | 19     | 28.     | 25      | 20.    | 32     | 10.         | 27          |
| 1986/87 | 21.    | 21     | –       | –       | 5.     | 147    | –           | –           |
| 1987/88 | 23.    | 19     | –       | –       | 7.     | 134    | –           | –           |
| 1988/89 | 20.    | 20     | –       | –       | 3.     | 142    | –           | –           |
| 1989/90 | 23.    | 20     | –       | –       | 4.     | 122    | –           | –           |
| 1990/91 | 11.    | 23     | –       | –       | 2.     | 182    | –           | –           |
| 1992/93 | 48.    | 49     | –       | –       | 15.    | 444    | –           | –           |
| 1993/94 | 68.    | 25     | –       | –       | 26.    | 200    | –           | –           |

### Weltcupsiege
Eide errang im Weltcup 14 Podestplätze, davon 3 Siege:
| Datum            | Ort          | Land     | Disziplin |
| ---------------- | ------------ | -------- | --------- |
| 28. Februar 1987 | Voss         | Norwegen | Moguls    |
| 23. Januar 1988  | Breckenridge | USA      | Moguls    |
| 7. Januar 1989   | Mont Gabriel | Kanada   | Moguls    |

### Weitere Erfolge
- 8 norwegische Meistertitel (Moguls 1984, 1985, 1987–1991 und 1994)